# John C. Bennett
John Charles Bennett  (* 6. Dezember 1923 in Washington, D.C.; † 4. Mai 1980 bei Anchorage, Alaska) war ein Generalmajor der United States Army. Er war unter anderem Kommandeur der 4. Infanteriedivision.
John Bennett war ein Sohn von Ivan L. Bennett (1892–1980) und dessen Frau Ruby Jenrette (1897–1985). Der Vater war Militärgeistlicher in der US-Armee und brachte es dabei bis zum Generalmajor.
Im Jahr 1945 absolvierte John Bennett die United States Military Academy in West Point. Nach seiner Graduation wurde er als Leutnant der Infanterie zugeteilt. In der Armee durchlief er anschließend alle Offiziersränge vom Leutnant bis zum Zwei-Sterne-General.
In seinen jüngeren Jahren absolvierte er den für Offiziere in den niederen Rangstufen üblichen Dienst in verschiedenen Einheiten und Standorten. Dazu gehörten auch Aufgaben als Stabsoffizier in verschiedenen Hauptquartieren. Zwischenzeitlich war er auch Dozent an der Militärakademie in West Point. In den Jahren 1965 und 1966 war er im Vietnamkrieg eingesetzt, wo er dem Stab der Luftlandeeinheit 5th Special Forces Group angehörte. Danach war er bis 1967 Stabsoffizier beim Office of the Under Secretary of the Army im Heeresministerium. Daran schloss sich eine Versetzung nach Alaska an, wo er bis 1969 Stabschef beim dortigen Alaska Command war. Sein letztes militärische Amt war das Kommando über die 4. Infanteriedivision, das er in den Jahren 1970 bis 1972 ausübte. Die Division nahm damals zunächst noch am Vietnamkrieg teil, wurde dann aber im Dezember 1970 von dort abgezogen und nach Fort Carson in Colorado verlegt. Nach dem Ende dieses Kommandos schied John Bennett freiwillig vorzeitig aus dem Militärdienst aus.
In der Folge kehrte er nach Alaska zurück, wo er geschäftlich tätig wurde. In den Jahren 1973 und 1974 wurde er in den erweiterten Stab um den Präsidenten Richard Nixon berufen. In diesem Zusammenhang wurde er in die Watergate-Affäre verwickelt. Er musste damals vor dem Untersuchungsausschuss zu den Tonbändern Nixons aussagen. Danach kehrte Bennett nach Alaska zurück, wo er sich an einem Pipelineprojekt beteiligte. Dabei war er von 1974 bis 1977 Vizepräsident der El Paso Alaska Company, die dieses Projekt betrieb. In den Jahren 1977 bis 1980 gehörte er als Senior Vice-President dem Vorstand der Alaska Pacific Bank an. Außerdem gehörte er dem Planungsausschuss für eine im Jahr 1984 geplante internationale Ausstellung in Alaska an. Er starb am 4. Mai 1980 bei einem Flugzeugabsturz nordwestlich von Anchorage. Nach einer Feuerbestattung wurde seine Asche über dem Meer verstreut.

## Orden und Auszeichnungen
John Bennett erhielt im Lauf seiner militärischen Laufbahn unter anderem folgende Auszeichnungen:
- Army Distinguished Service Medal
- Legion of Merit
- Bronze Star Medal
- Air Medal